# Incidente de Namamugi

Ilustración de los acontecimientos.

El Incidente de Namamugi (生麦事件 Namamugi Jiken?) es el nombre que se le dio a un ataque efectuado por unos samurái contra un grupo de ciudadanos británicos en Japón, el 14 de septiembre de 1862. El ataque fue el causante del bombardeo sobre Kagoshima en 1863. Para los japoneses, el bombardeo es descrito como una guerra entre el Reino Unido y el antiguo dominio de Satsuma: la Guerra Anglo-Satsuma (Satsu-Ei Senso). La negativa del dominio de Satsuma ante las exigencias de compensación por parte de Gran Bretaña tuvo como resultado el bombardeo de Kagoshima en agosto de 1863. 

## Acontecimientos

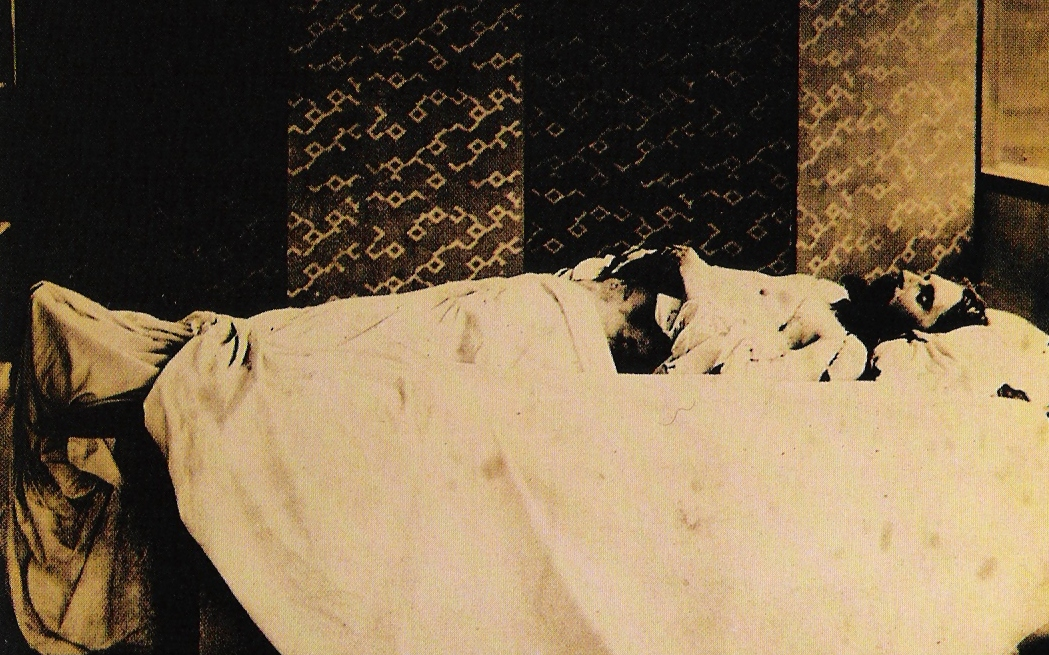
El cuerpo de Charles Lennox Richardson, 1862.

Cuatro súbditos británicos (un mercader de Shanghái llamado Charles Lennox Richardson, dos mercaderes de Yokohama, Woodthorpe Charles Clark y William Marshall, y una mujer, Margaret Watson Borradaile) viajaban por la ruta Tōkaidō, hacia un templo en la actual Kawasaki. Habían partido a las 14:30 en barco desde el puerto comercial de Yokohama con destino a Kanagawa, donde recogerían sus caballos. 
Mientras atravesaban Namamugi (ahora parte de Tsurumi-ku, Yokohama), Shimazu Hisamitsu, padre y regente del daimyō de Satsuma, Shimazu Tadayoshi, pasó en dirección opuesta con un contingente de unos mil guardias. Los británicos continuaron cabalgando hasta que llegaron al centro de la procesión, que ocupaba todo el ancho del camino. En Japón, los samuráis tenían el derecho legal de quitarle la vida a todo aquel que les faltase al respeto (Kirisute gomen). Sin embargo, como ciudadanos extranjeros, el grupo británico estaba protegido por el principio de extraterritorialidad, de acuerdo al tratado de amistad anglo-japonés. Richardson, liderando la expedición, se acercó demasiado a la comitiva de Shimazu, y tras no desmontar de su caballo a pesar de los repetidos gestos de los guardas del regente, fue atacado por uno de los samuráis de Satsuma. Los otros dos hombres resultaron gravemente heridos (con la excepción de Borradaile, que no fue lastimada), aunque lograron escapar al galope. Richardson, mortalmente herido, cayó del caballo durante su huida, recibiendo el todome (golpe de gracia por orden de Hisamitsu). Varios samuráis procedieron a rematar el cuerpo de Richardson con espadas y lanzas. La autopsia reveló diez heridas mortales. Los restos mortales de Richardson descansan en Yokohama Foreign General Cemetery, entre las tumbas de sus colegas Marshall y Clark. Los informes japoneses acusaron a Richardson de cabalgar en repetidas ocasiones por el centro del camino, incluso por el centro de la comitiva. Según fuentes de la época, el tío de Richardson no se sorprendió por el fallecimiento de su sobrino, calificándolo de terco e imprudente, e incluso Frederick Wright-Bruce, enviado británico en China, le recordaba como un aventurero arrogante.
Los representantes del dominio de Satsuma usaron el caso de Eugene Van Reed, quien había desmontado y saludado ante el paso de una comitiva de un daimyō, para señalar la insolente actitud de los británicos como causa del incidente. La conducta de Van Reed paralizó a la comunidad occidental de Japón, que creían que los occidentales deberían mantener su dignidad ante los japoneses, siendo por lo menos igual de dignos que cualquier ciudadano japonés.

## Consecuencias

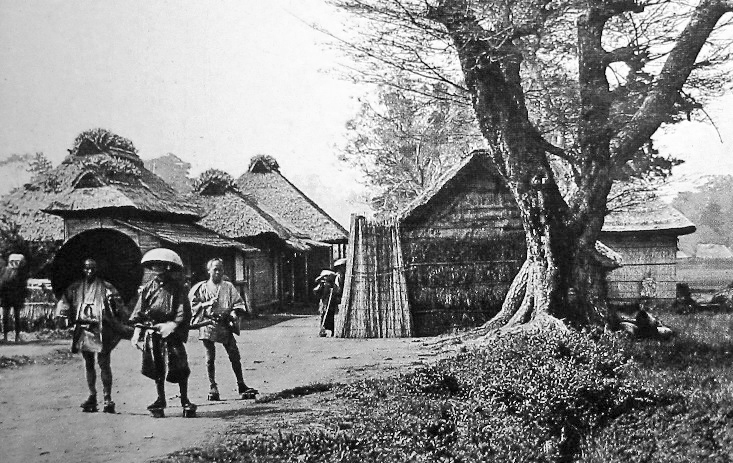
Entrada al pueblo de Namamugi, 1862.

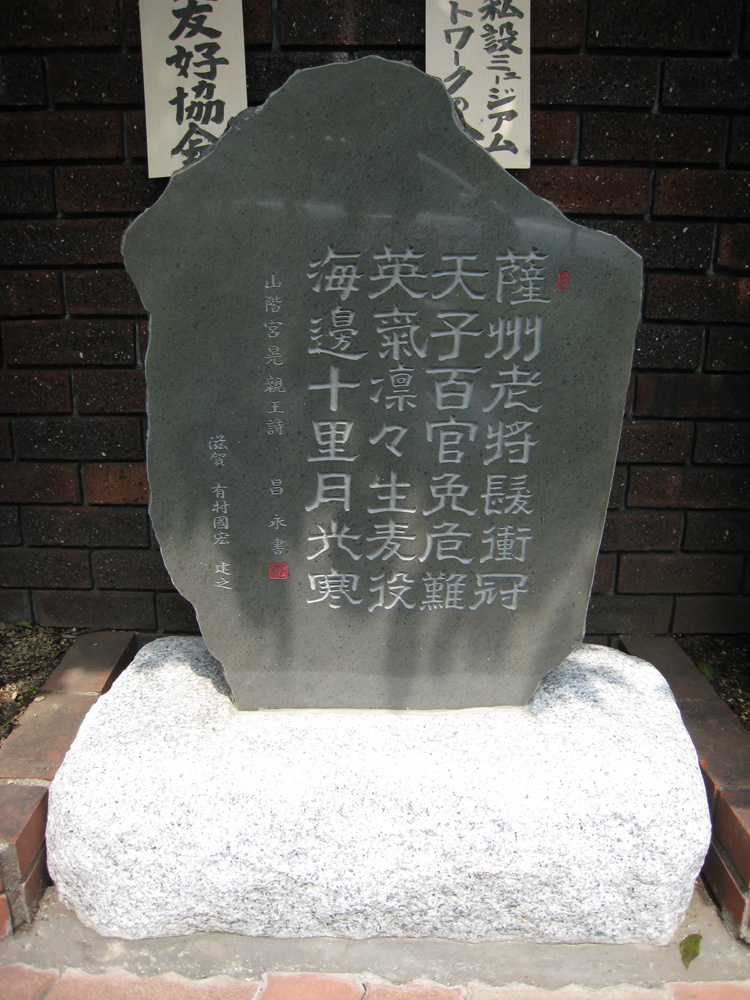
Monumento del incidente de Namamugi en Yokohama.

El incidente asustó a la comunidad extranjera en el Japón, que habitaba en el distrito Kannai de Yokohama. Muchos comerciantes demandaron a sus gobiernos respectivos tomar acciones punitivas contra Japón. El Reino Unido demandó una indemnización tanto al gobierno central como al clan Satsuma, pero ante la negativa de Satsuma, lanzó un ataque punitivo un año más tarde en lo que se conoce como el Bombardeo de Kagoshima. Durante el bombardeo naval  murieron 5 habitantes de Satsuma, y 13 marinos británicos, entre los cuales destaca el Capitán y Comandante del navío HMS Euryalus. El bombardeo causó grandes daños materiales; 500 casas se incendiaron en Kagoshima, y 3 barcos de vapor locales fueron destruidos. Además, el conflicto causó mucha controversia en la Cámara de los Comunes británica.  James Clavell se basó en este incidente a la hora de escribir su novela Gai-jin.